# Acacieae
Acacieae és una tribu de la subfamília mimosoideae que pertany a la família de les fabàcies. Aquesta està representada pels gèneres Acacia i Faidherbia.
Arbres o arbustos, rarament herbes. Les branques armades amb estípules espinoses o agullons, o bé inermes. Les fulles són bipinnades, o reduïdes o fil·lodis o ambdós. Els nectaris són extraflorals i es troben a la cara adaxial de la fulla o fil·lidi. Les estípules són menudes, efímeres, o bé estan transformades en espines. Les inflorescències són axials, solitàries o fasciculades, racemoses o paniculades. Tenen dues bràctees, connades, esquamoses a la base del peduncle. Les flors en espigues, penjolls espiciformes o capítol, sèssils o pedicel·lades, grogues o blanques. Les bractèoles són menudes, espatulades o linears, caduques. El calze és campanulat, dentat o lobulat o amb els sèpals lliures. La corol·la és molt similar al calze, però de major grandària. Els estams usualment són més de 50, exserts, fèrtils amb anteres, de vegades glanduloses: filaments filiformes lliures, excepcionalment connats en la base. El pol·len és compost, en grups de 16 (4, 8, 12, 24 o 48) en mònades. L'ovari és estipitat o sèssil, glabre o vellós, amb 2 o més òvuls: l'estil és prim i l'estigma és capitat. L'entomofília és molt freqüent. Els fruits són variats, dehiscents o indehiscents. Les llavors es troben transversals o longitudinals dins del fruit, i són mono o triseriades: funicle filiforme o aril·lat. La germinació és típicament epígea, amb la primera fulla composta. El nombre haploide és n = 13.

## Gèneres
- Acacia
- Faidherbia